# Eliasz Wapiński
Eliasz Wapiński (ur. 1691 w Wapiennym, zm. 1777 w Jarosławiu) – bogaty kupiec, wójt i burmistrz Jarosławia.

## Życiorys
Urodził się 17 października 1691 roku w Wapiennym koło Gorlic. W Jarosławiu osiadł za sprawą ożenku z Pelagią z Onyszkiewiczów. Trudnił się kupiectwem. Handlował m.in. zbożem i winem. Jego interesy sięgały rozległe tereny Rzeczypospolitej, w tym sięgały do Gdańska. W 1755 roku okupił od wojewody mścisławskiego Ignacego Sapiehy położony na brzegu Sanu spichlerz wraz ze zgromadzonym w nim zbożem oraz dwie szkuty za 13 tys. Złp. W połowie XVIII wieku należały do niego kamienice położone w najdogodniejszych punktach miasta np. rynkowa Kamienica Rydzikowska. W 1743 roku użytkował też kamienicę Teynerowską, z której płacił czynsz na rzecz kapituły kolegiaty jarosławskiej. Wspólnie ze szwagrem Aleksandrem Onyszkiewiczem był właścicielem kamienicy zwanej Lazurowiczowską, na której ciążył czynsz, który należało płacić bractwu Różańca Świętego. Drugim jego domem była kamienica Szultzowska. Ponadto w jego posiadaniu znajdował się folwark na Podzamczu oraz ogród, czyli blich na Zwierzyńcu. Pełnił też funkcję urzędnicze. Rajca rady miejskiej w latach 1743–1755, 1768–1763 oraz burmistrz Jarosławia w latach 1758–1763. W latach 1743–1755 był syndykiem, czyli urzędnikiem zarządzającym majątkiem miasta (wiceburmistrz ds. gospodarki). W latach 1755–1756 oraz 1763–1767 jako wójt stał na czele urzędu wójtowsko-ławniczego. Był także wybierany do zarządów bractwa cerkiewnego działającego w Jarosławiu. Od 1743 roku był starszym bratem konfraterni Objawienia Pańskiego. Od 18 kwietnia 1759 roku do dnia swojej śmierci figurował na pierwszym miejscu jako superiadent bractwa Przemienienia Pańskiego i Wniebowzięcia NMP. Fundator cerkwi pw. Przemienienia Pańskiego. Wspólnie z żoną Pelagią zakładali fundacje, z których prowizje i dochody przeznaczone były na utrzymanie kapłanów, cerkwi, szpitala i szkoły. Przy cerkwi wystawił jednopiętrową plebanię, która przetrwała do 1907. W 1759 ufundował i uposażył wraz z żoną kwotą 2 tysięcy złotych szpital dla ubogich, zaś w 1766 przekazali na ręce biskupa przemyskiego Anatazego Szeptyckiego, sumę 44 tysięcy złotych na założenie seminarium duchownego w Jarosławiu. W 1750 roku wpisał się wraz z żoną do bractwa św. Onufrego. Znane były inicjatywy podejmowane przez niego na rzecz rozwoju parafii unickiej w mieście oraz działania zmierzające do podniesienia prestiżu Cerkwi greckokatolickiej. Należały do nich m.in. Dokończenie budowy świątyni parafialnej i jej wyposażenie, ufundowanie szpitala dla wiernych obrządku unickiego, starania o podniesienie cerkwi do rangi kolegiaty, czy próby utworzenia seminarium greckokatolickiego w Jarosławiu. Zmarł 23 marca 1777 w Jarosławiu. Pochowany został w podziemiach cerkwi Przemienienia Pańskiego.

## Literatura
- Jurij Kikta, Z historii jarosławskich cerkwi, Jarosław 1937.
- Bohdan Prach, Myłoserdia Dweri – Sanktuarium Maryjne w Jarosławiu, Warszawa 1996.
- Jakub Makara, Dzieje parafii jarosławskiej od początku do r. 1772, Jarosław 1936.